# Nanteuil-la-Fosse
 Nanteuil-la-Fosse  ist eine französische Gemeinde mit 196 Einwohnern (Stand 1. Januar 2022) im Département Aisne in der Region Hauts-de-France; sie gehört zum Arrondissement Soissons und zum Kanton Fère-en-Tardenois.

## Geographie
Die Gemeinde Nanteuil-la-Fosse liegt im Westen des Höhenzuges Chemin des Dames zwischen den Flüssen Aisne und Ailette, zwölf Kilometer nordöstlich von Soissons. Nachbargemeinden von Nanteuil-la-Fosse sind Allemant im Norden, Sancy-les-Cheminots im Osten, Celles-sur-Aisne, Chivres-Val und Vregny im Süden, Margival im Westen sowie Laffaux im Nordwesten.

## Bevölkerungsentwicklung
| Jahr                       | 1962 | 1968 | 1975 | 1982 | 1990 | 1999 | 2006 | 2013 | 2022 |
| Einwohner                  | 185  | 219  | 159  | 155  | 147  | 134  | 138  | 176  | 196  |
| Quellen: Cassini und INSEE |      |      |      |      |      |      |      |      |      |

## Sehenswürdigkeiten
- Schloss La Quincy (1626)
- Steinbruch Saint-Blaise, als Monument historique klassifiziert[1]
- Église Saint-Médard (Kirche St. Medardus)

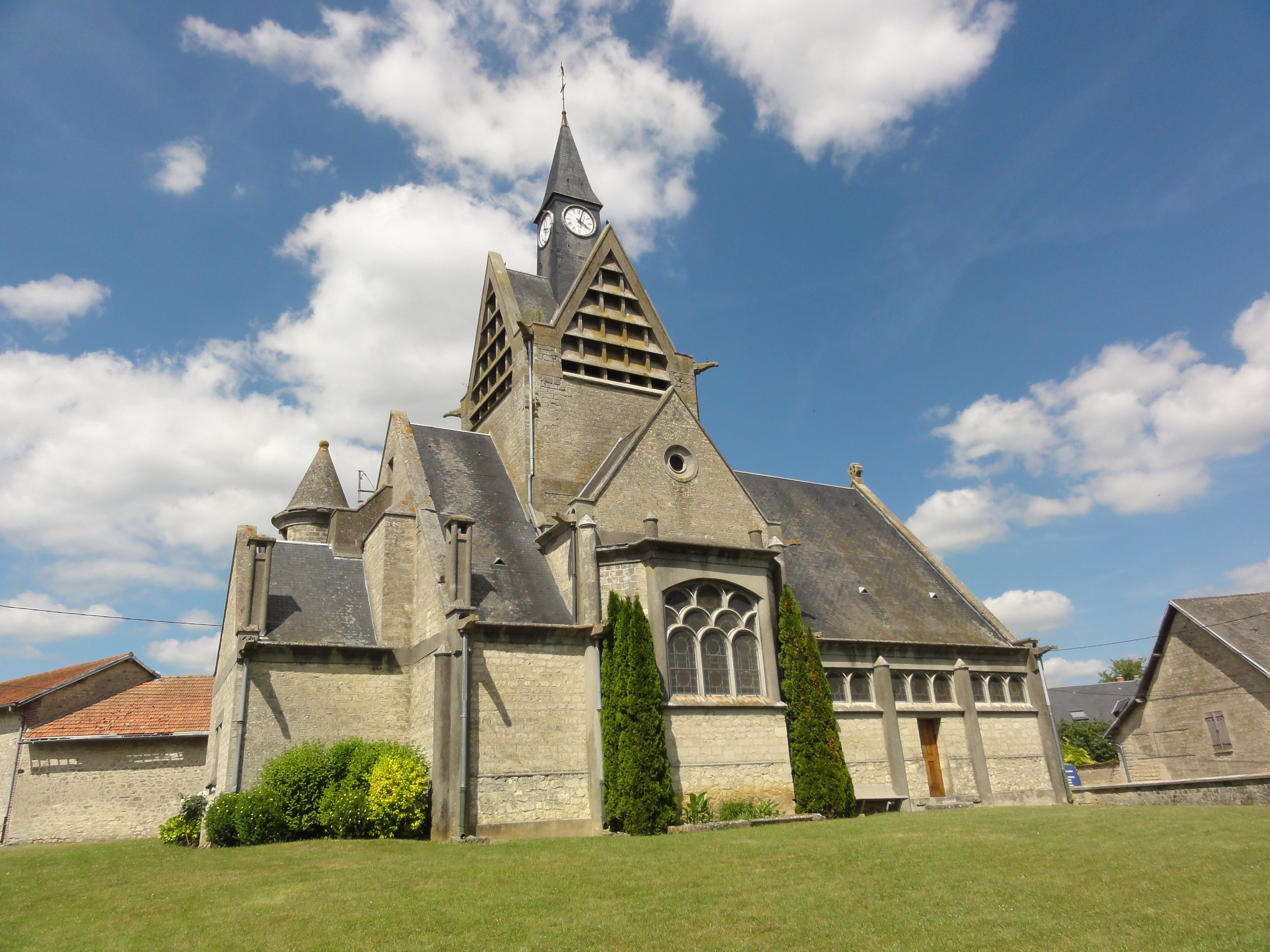
Kirche Saint-Médard
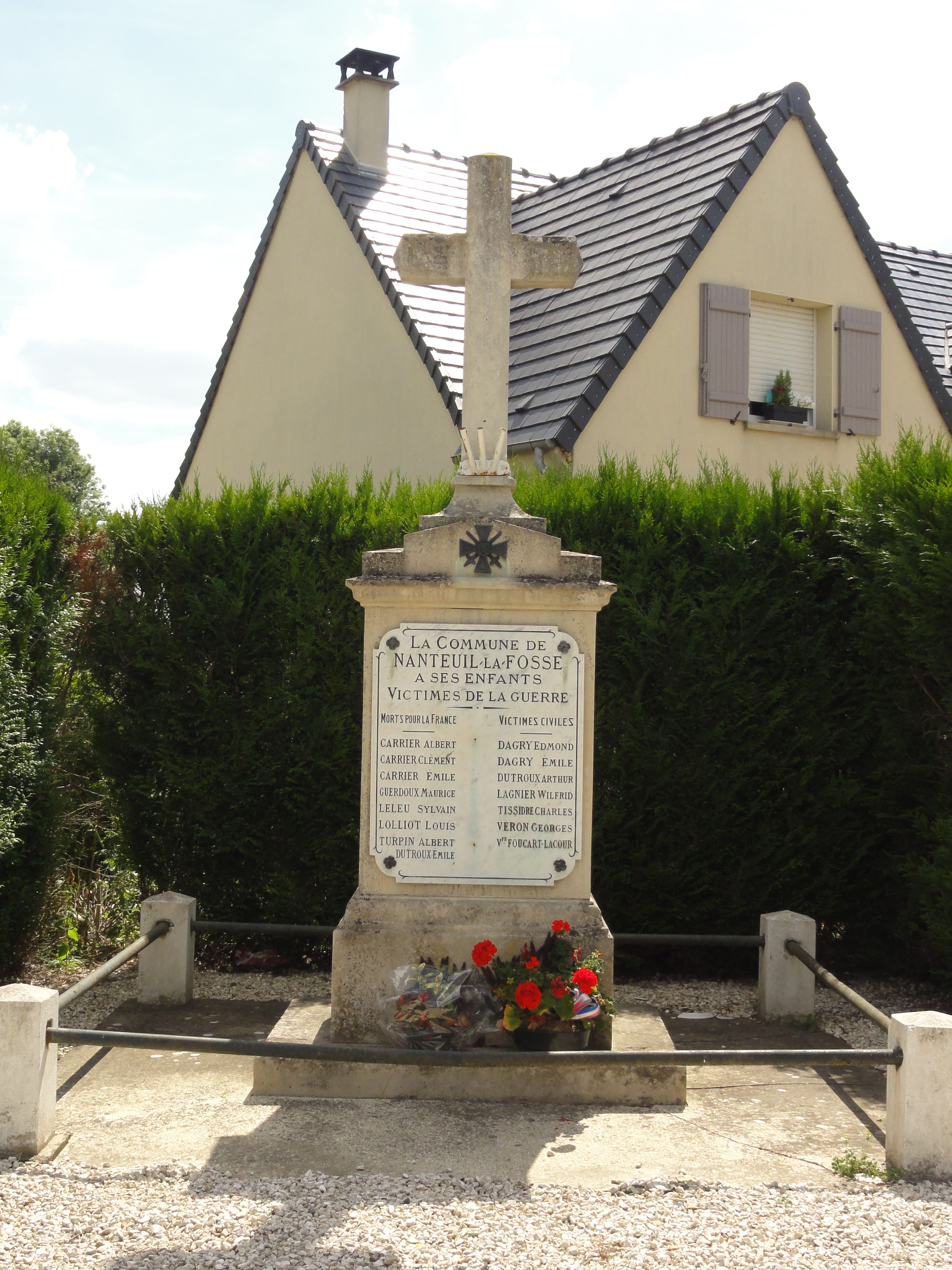
Gefallenendenkmal